# قشلاق خان‌گلدی کامران
قشلاق خان گلدی کامران یک روستا در ایران است که در استان اردبیل واقع شده‌است. قشلاق خان گلدی کامران ۱۳۴ نفر جمعیت دارد.